# Sebastian Lang-Lessing
Sebastian Lang-Lessing est un chef d'orchestre allemand né le 5 janvier 1966 à Gelsenkirchen.

## Biographie
Sebastian Lang-Lessing naît le 5 janvier 1966 à Gelsenkirchen.
Il étudie à la Hochschule für Musik de Hambourg et travaille également le piano avec Detlef Kraus à Essen et avec Wilhelm Rau à Lübeck.
En 1989, il est lauréat d'un 1er prix à l'Internationale Dirigentforum de Hamm puis, en 1990, du Prix Ferenc Fricsay du Festival de Berlin.
Sebastian Lang-Lessing est l'assistant de Gerd Albrecht à l'Opéra de Hambourg en 1990 et 1991, premier chef au Volkstheater de Rostock de 1991 à 1994, puis chef permanent au Deutsche Oper de Berlin à partir de 1994.
Comme chef invité, il fait ses débuts à l'Opéra de Paris en 1994 et dirige dans les grandes maisons d'opéra européennes ainsi qu'aux États-Unis à compter de 1997.
Entre 1999 et 2007, il est directeur musical de l'Orchestre symphonique et lyrique de Nancy.
De 2004 à 2012, il est directeur musical de l'Orchestre symphonique de Tasmanie (en), à Hobart (Australie).
À partir de 2010, Sebastian Lang-Lessing est directeur musical de l'Orchestre symphonique de San Antonio (en), jusqu'en 2020,.
Depuis 2020, il est directeur musical de l'Opéra national de Corée (de) (Séoul).